# Rosa Venerini
Rosa Venerini, född 9 februari 1656 i Viterbo, död 7 maj 1728 i Rom, var en italiensk nunna som grundade Italiens första flickskola (1685). Hon vördas som helgon i Romersk-katolska kyrkan, med minnesdag den 7 maj.
Venerini tillhörde en välbärgad borgarfamilj i Viterbo. Hon ska redan vid sju års ålder ha lovat att ägna sitt liv åt Gud. Då hennes trolovade avled blev hon vid tjugo års ålder medlem av ett kloster tillhörigt dominikanorden. Hon återvände dock hem efter några månader efter sin fars död för att kunna sköta om sin mor. Under denna tid samlade hon ofta stadens kvinnor i hemmet för gemensamma bönestunder. Hon lade då märke till hur illa informerade och okunniga de flesta kvinnor var om kristendomen. År 1685 öppnade hon en skola för flickor. Dess främsta syfte var att erbjuda en katolsk utbildning. Det väckte initialt opposition från kyrkan. Åren 1692–1694 grundade hon ytterligare flickskolor i Viterbos omgivningar och 1713 kunde hon slutligen grunda en skola i Rom. Hon anförtrodde 1704 skötseln av den till Lucia Filippini. Efter år 1716, då påve Clemens XI besökte skolan och officiellt gav den sitt stöd, fick hon ta emot många ansökningar om att skolor skulle grundas även på andra platser i den katolska världen. 